# Zà Hung
Zà Hung hay Za Hung là một xã thuộc huyện Đông Giang, tỉnh Quảng Nam, Việt Nam.
Xã Zà Hung có diện tích 28,86 km², dân số năm 2019 là 1.224 người, mật độ dân số đạt 46 người/km².